# Stiptheidsactie
Een stiptheidsactie (vooral vroeger ook wel modelactie genoemd) is een actiemiddel van werknemers. Het wordt ingezet als protest of als pressiemiddel ten opzichte van werkgevers. Bij een stiptheidsactie worden de mogelijkheden die wetten, voorschriften en regels bieden maximaal ingezet om de productie te beperken of de efficiëntie te verlagen, en zo te bewerkstelligen dat aan de eigen eisen tegemoet wordt gekomen.
Enkele kenmerkende elementen van stiptheidsacties:
- Er wordt niet meer gedaan dan het vereiste minimum.
- Regels worden naar de letter opgevolgd, ook als dat normaal gesproken uit efficiëntieoogpunt niet, of niet volledig, gebeurt.
- Controlemogelijkheden worden maximaal benut, bijvoorbeeld in de vorm van volledige controle in plaats van steekproeven.
- Eigen initiatief om de productie of efficiëntie te verhogen, of om problemen op te lossen, wordt achterwege gelaten.

Het gezamenlijke kenmerk van deze elementen is dat het doel van de wetten, voorschriften en de regels uit het oog wordt verloren, maar dat de wetten, regels en voorschriften naar de letter worden uitgevoerd.
Vaak treffen stiptheidsacties een werkgever niet direct, maar wel via zijn klanten, afnemers of het grote publiek. Maatschappelijk zichtbare stiptheidsacties vinden relatief vaak plaats bij overheidsorganisaties of bedrijven die 'gevoelige' diensten aanbieden. Hierbij kan gedacht worden aan de brandweer, de politie, de posterijen, spoorwegbedrijven of de grensbewaking. Stiptheidsacties in deze sectoren hebben vertraging, overlast of op zijn minst ongemak tot gevolg.

## Toepassing van stiptheidsacties

### 'Quiet Quitting'
Quiet Quitting is een toepassing van een stiptheidsactie. Ondanks de naam is de filosofie van quiet quitting niet verbonden met het direct opzeggen van een baan, maar eerder vermijden werknemers dat ze op het werk verder gaan door het absolute minimum te doen en zich uitsluitend binnen bepaalde werkuren bezig te houden met werkgerelateerde activiteiten. Voorstanders van quiet quitting noemen het ook wel acting your wage of calibrated contributing en zeggen dat het doel van quiet quitting niet is om de werkplek te verstoren, maar om een burn-out op het werk te voorkomen en om de balans tussen werk en privéleven te verbeteren.